# عبدالباقی طبیب اصفهانی
عبدالباقی طبیب اصفهانی (درگذشته ۱۱۶۸ یا ۱۱۷۱ هجری قمری) از شعرای سبک بازگشت ایران، حکیم‌باشی نادرشاه افشار، کلانتر اصفهان، فرزند میرزا محمد رحیم طبیب اصفهانی حکیم‌باشی شاه سلطان حسین صفوی و کریم‌خان زند و از اعضای خاندان حکیم سلمان بود.

## زندگی
طبیب اصفهانی از سادات موسوی اصفهان بود. نیاکانش در روزگار شاه عباس اول صفوی از جهرم به اصفهان کوچیدند و در آن شهر مسکن گزیدند. پدرش میرزا محمد رحیم طبیب اصفهانی، حکیم‌باشی شاه سلطان حسین صفوی بود و خود او نیز طبیب و ندیم نادرشاه افشار. بعد از نادرشاه، کلانتر اصفهان شد و پس از چندی این کار را به برادرش میرزا عبدالوهاب واگذاشت و خود با شاعران و ادیبان اصفهان، هاتف، عاشق، آذر، مشتاق و صهبا معاشرت کرد.

## آثار
طبیب در سرودن غزل توانا بود. از آثار وی می‌توان به «دیوان» شعر، مشتمل بر قصاید و غزلیات و قطعات و رباعیات و مثنوی «محمود و ایاز»، در حدود ۳۰۰۰ بیت اشاره کرد.

## نمونه شعر
| غمش در نهان‌خانهٔ دل نشیند      |  | به نازی که لیلی به محمل نشیند   |
| به دنبال محمل چنان زار گریم   |  | که از گریه‌ام ناقه در گل نشیند   |
| خلد گر به پا خاری، آسان برآرم |  | چه سازم به خاری که در دل نشیند؟ |
| پی ناقه‌اش رفتم آهسته، ترسم    |  | مبادا غباری به محمل نشیند       |
| مرنجان دلم را که این مرغ وحشی |  | ز بامی که برخاست مشکل نشیند     |
| عجب نیست خندد اگر گل به سروی  |  | که در این چمن پای در گل نشیند   |
| به‌نازم به بزم محبّت که آنجا    |  | گدایی به شاهی مقابل نشیند       |
| طبیب، از طلب در دو گیتی میاسا |  | کسی چون میان دو منزل، نشیند؟    |